# Sint-Martinuskerk (Groningen)
De rooms-katholieke Sint-Martinuskerk (ook: Martinuskerk) in Groningen, niet te verwarren met de gotische Martinikerk in diezelfde stad, verrees in 1895 op de plaats van de middeleeuwse Broerkerk, tegenover het Academiegebouw. 
De neogotische, bakstenen basiliek werd ontworpen door de architect P.J.H. Cuypers. Hij liet zich hierbij inspireren door het ontwerp van de vroegere Broerkerk. Om de kerk te onderscheiden van de eerder gebouwde Sint-Jozefkerk, kreeg het gebouw ook een transept. Het interieur was sober, met ronde natuurstenen zuilen. De grootse ruimtewerking die ontstond door de toepassing van de grote en hoge scheibogen verraste zelfs de architect zelf. De apsis had zeer smalle lancetvensters. Een toren was niet haalbaar en in plaats daarvan werd een houten vieringtoren (in de stijl van Viollet-le-Duc) en een veelhoekige, smalle traptoren naast de voorgevel geplaatst. Het was met een bouwsom van 132.000 gulden de duurste katholieke kerk die in Groningen gebouwd was sinds de reductie.
In 1956 werd de kerk, bij de stichting van het bisdom Groningen, tot kathedraal verheven.
In 1970 werd de kerk aan de eredienst onttrokken. Nadat gebleken was dat het te duur was om de kerk om te bouwen tot universiteitsbibliotheek, werd de inmiddels al enige tijd leegstaande Martinuskerk in 1982 afgebroken en vervangen door een nieuw bibliotheekgebouw.
Het beeld Christus Koning van Edelsmidse Brom dat in 1936 bij de kerk was geplaatst, werd herplaatst op het R.K. Kerkhof in de stad.
Het Maarschalkerweerdorgel (1900) werd verkocht naar een parochie in Beckum (Duitsland) maar is in 2013 uiteindelijk geplaatst in de Sint Jeroenskerk in Noordwijk.

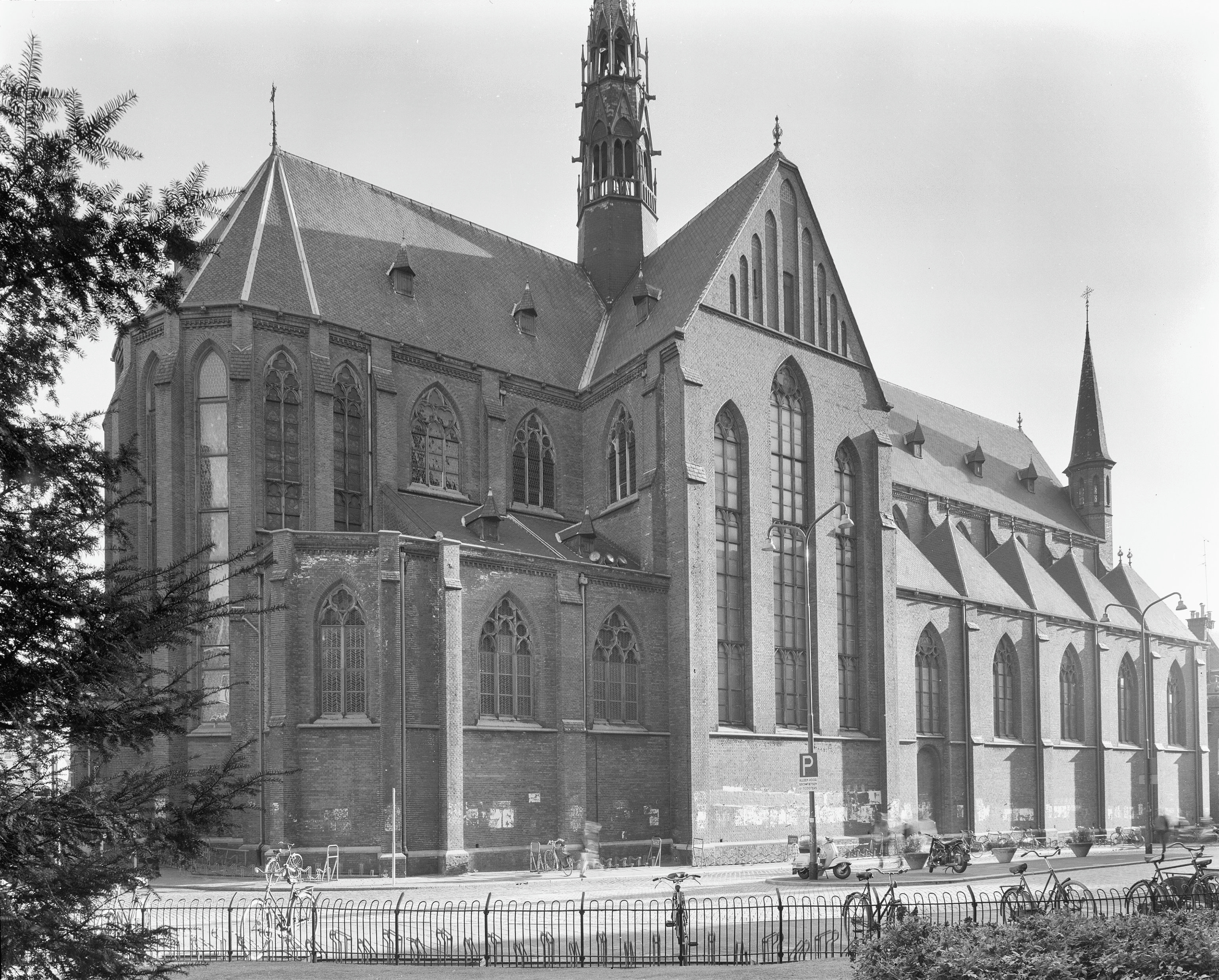
Martinuskerk (1969)
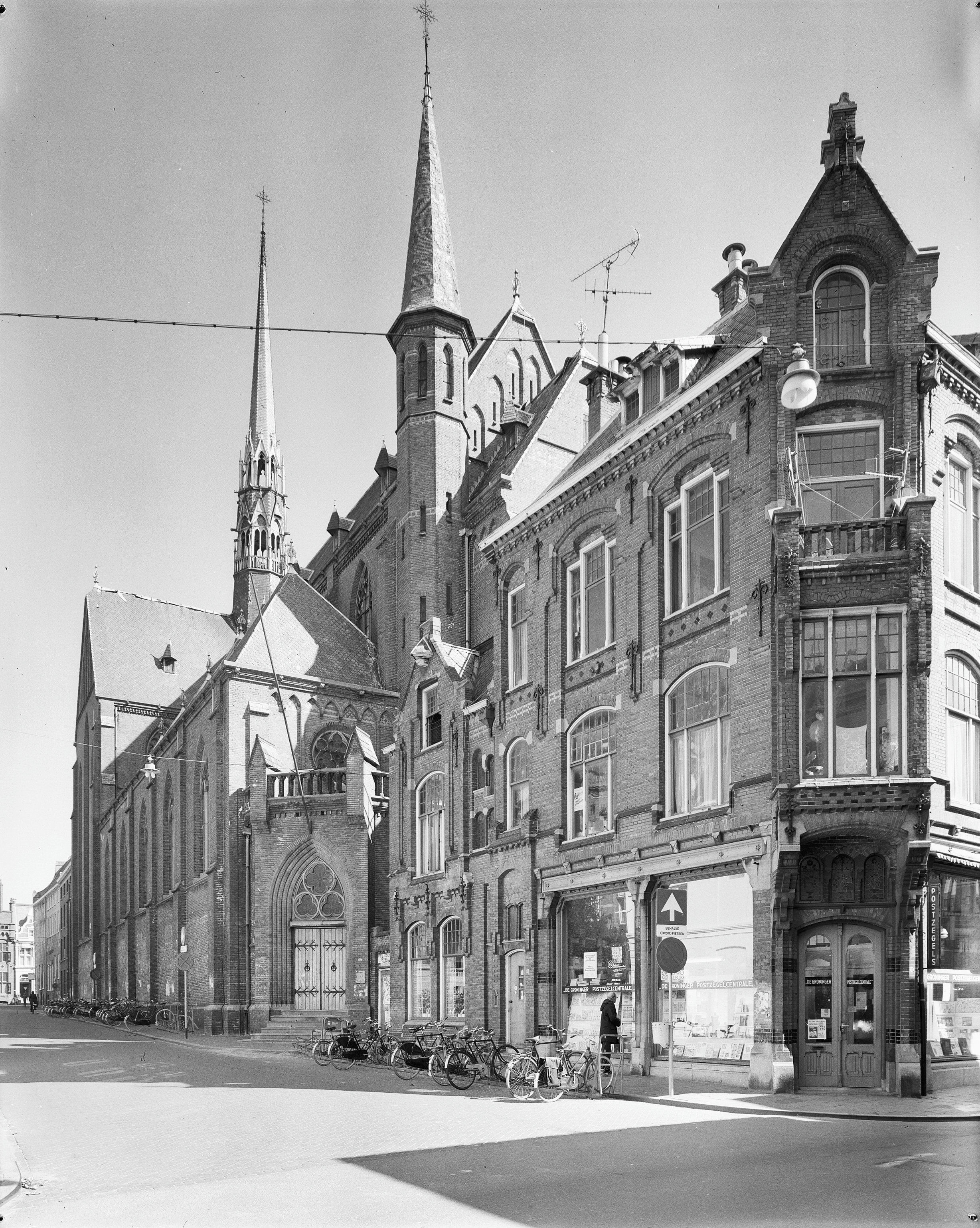
Martinuskerk (1978)
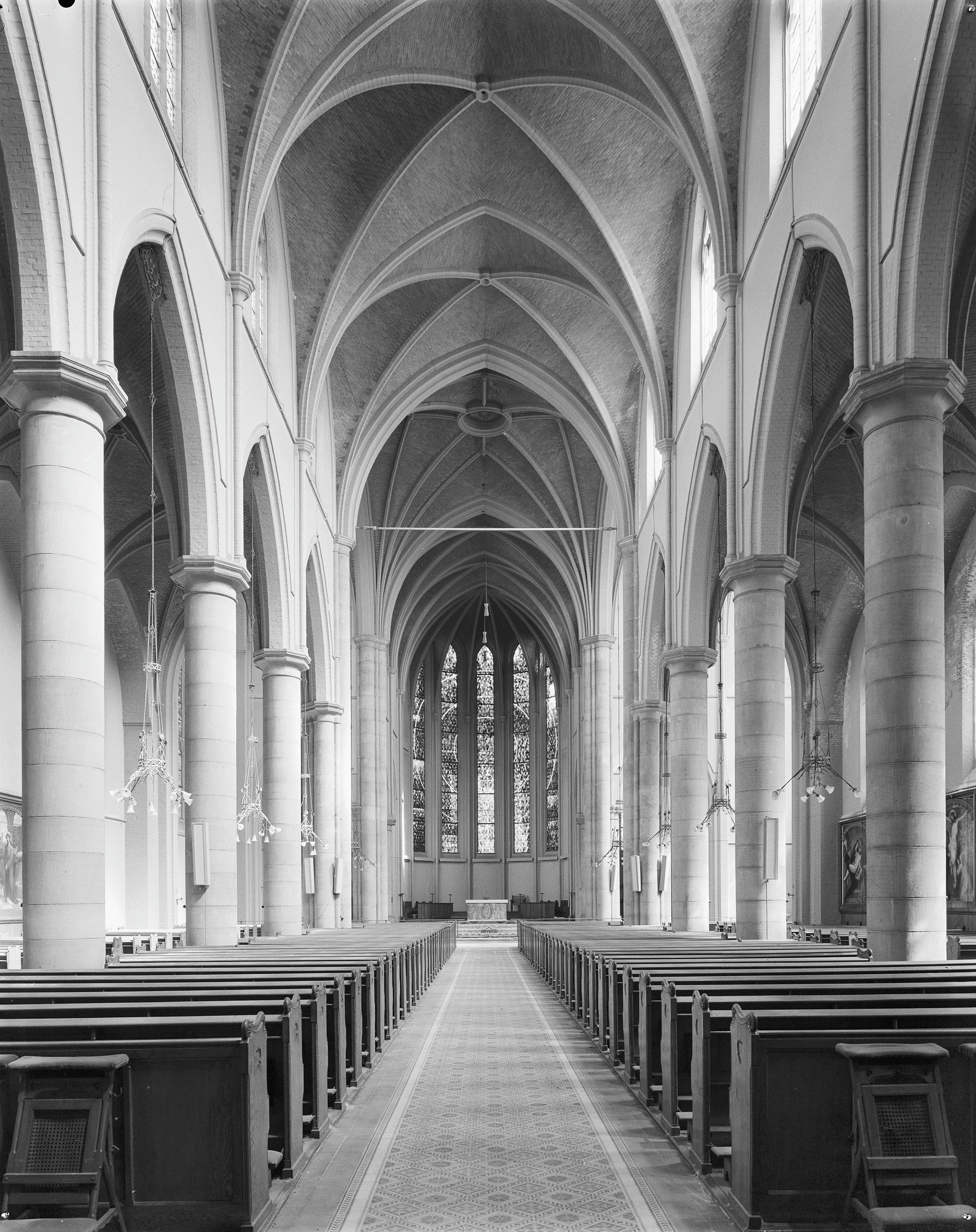
Interieur (1978)
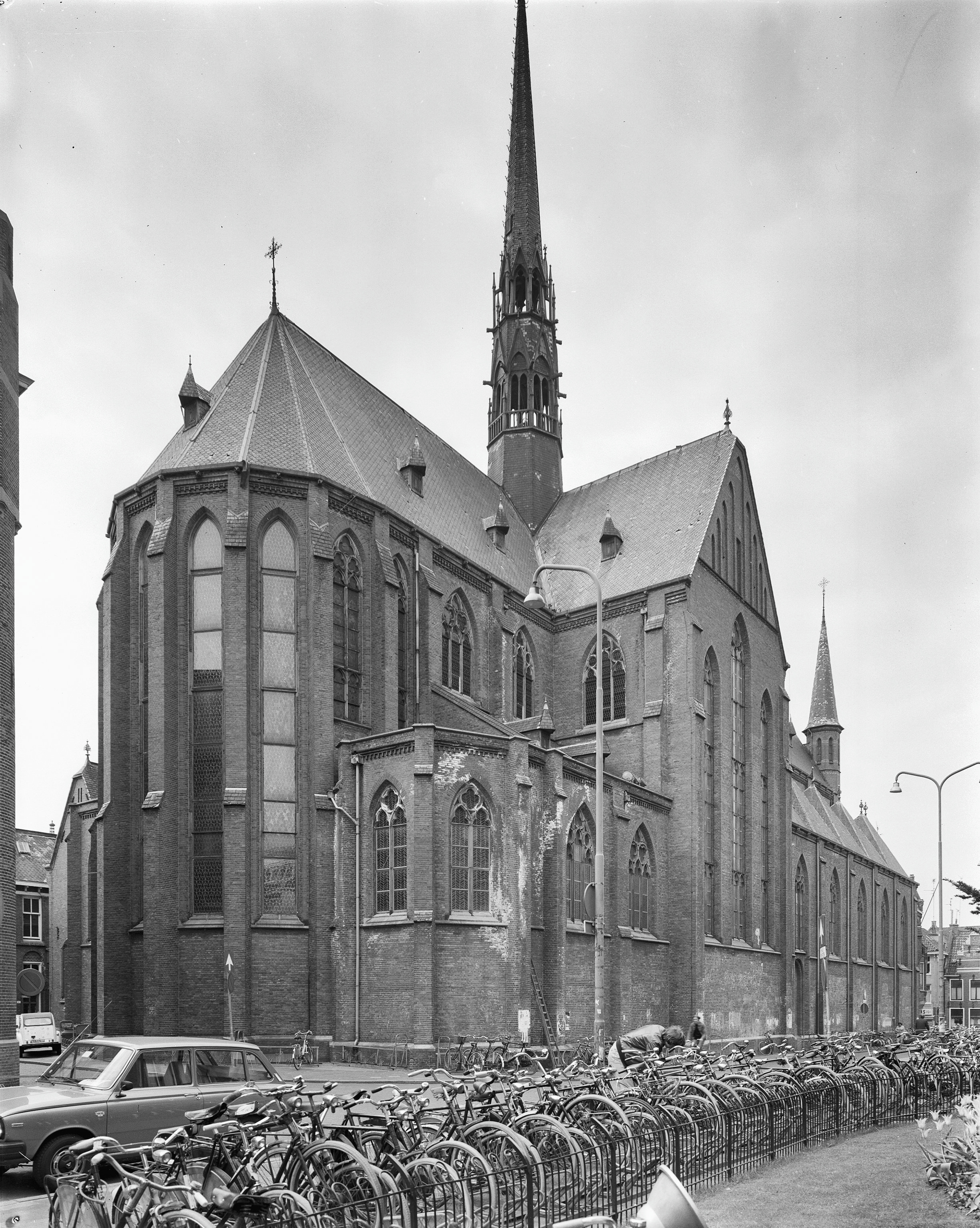
Martinuskerk (1978)
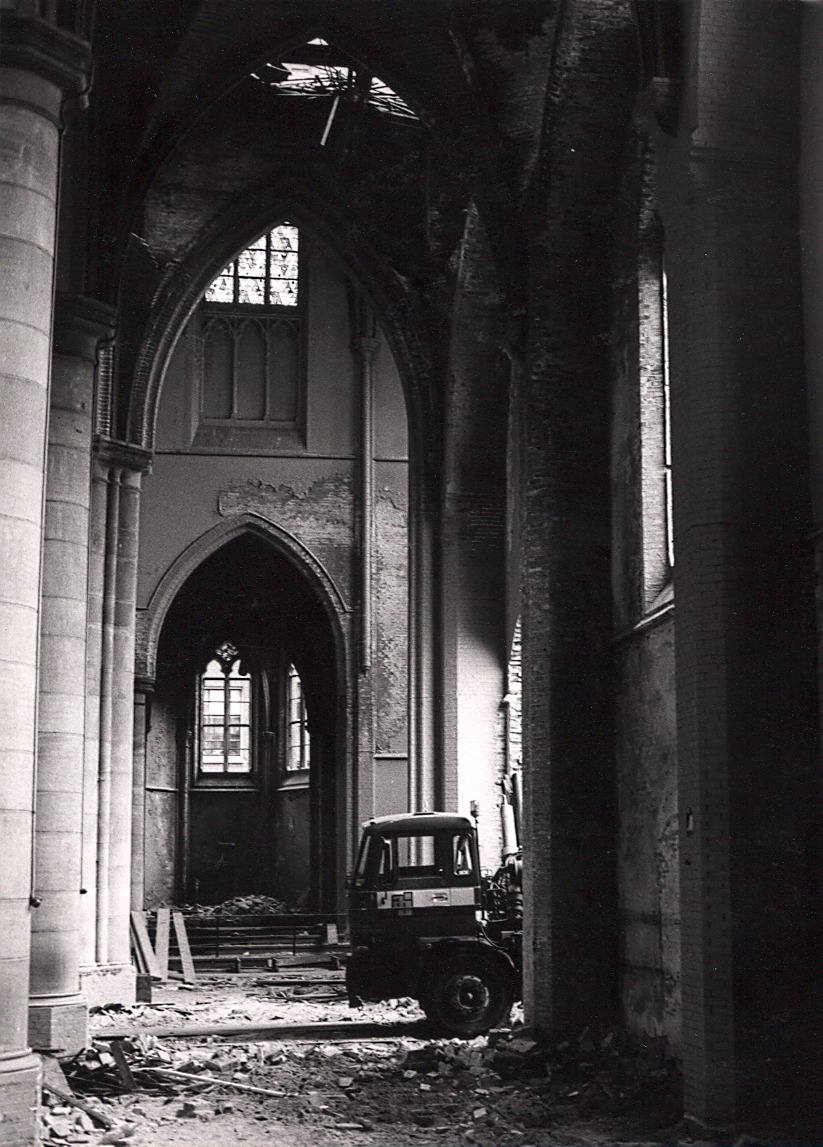
Sloop van de Martinuskerk (zomer 1982)
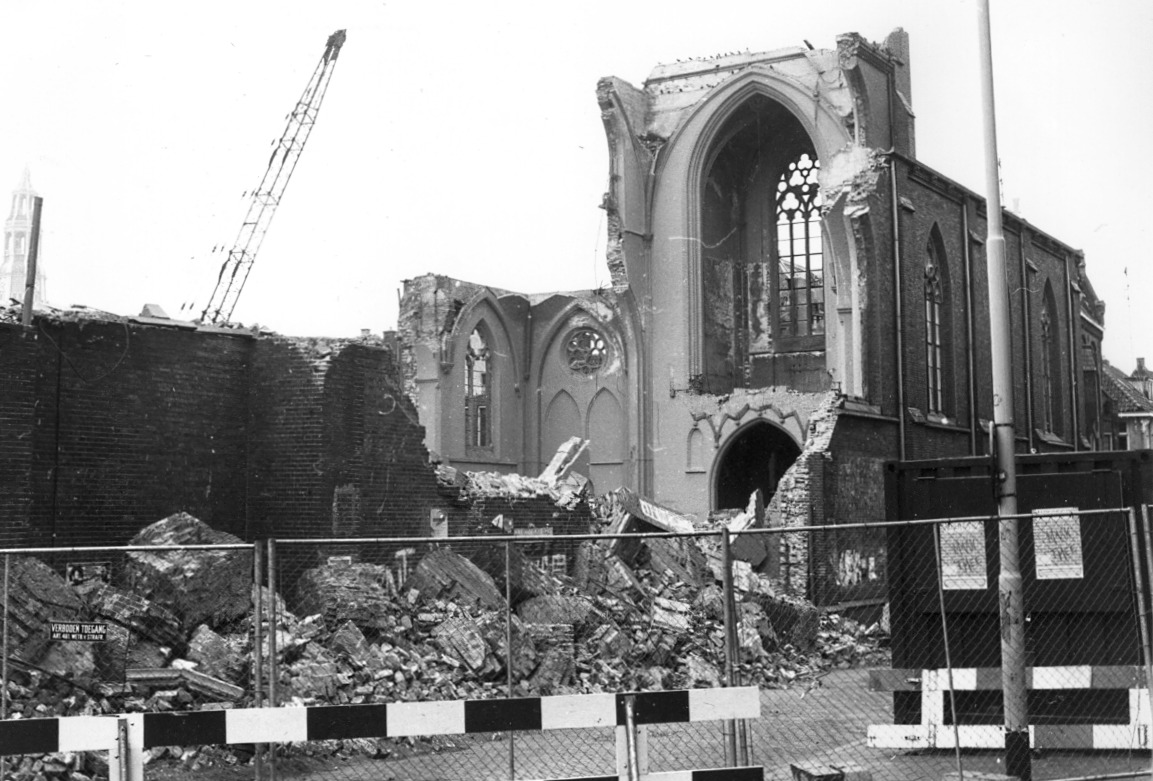
Sloop, buitenzijde
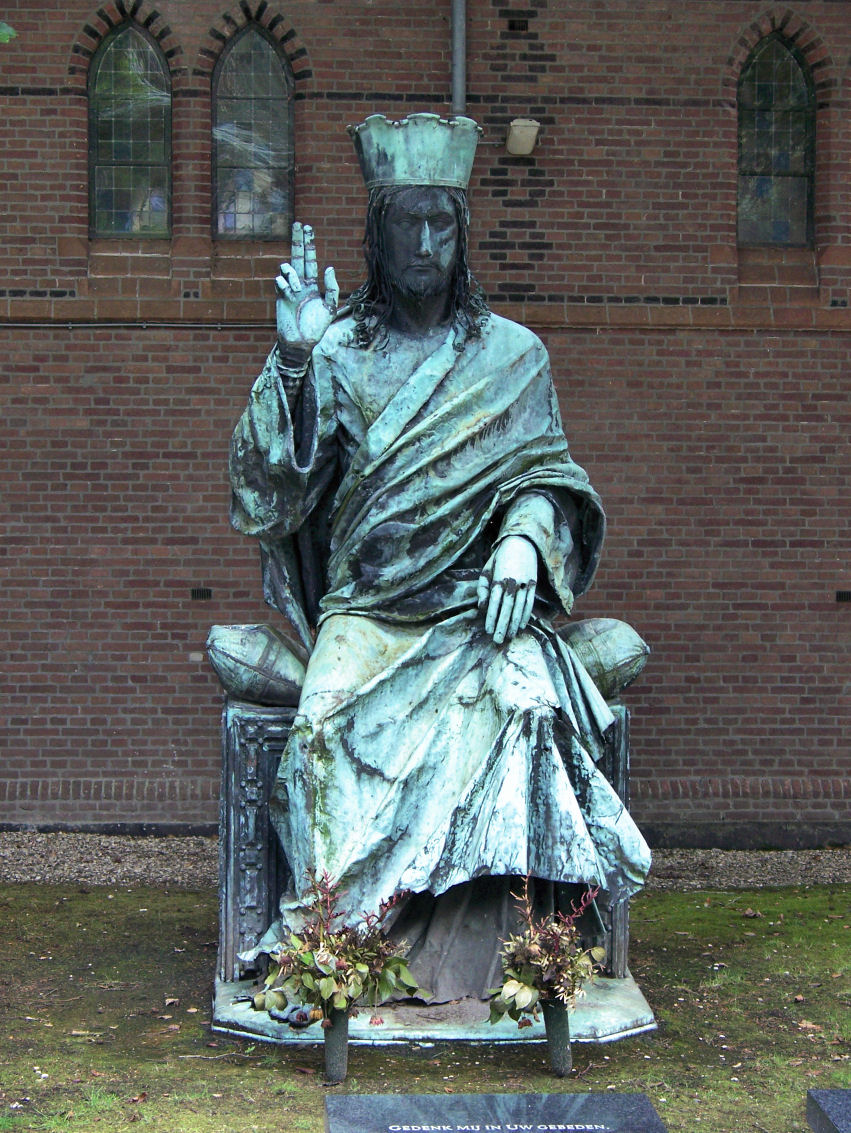
Beeld 'Christus Koning'